# Tommy Tutone
Tommy Tutone ist eine 1978 gegründete US-amerikanische Popband, die 1982 mit „867-5309/Jenny“ einen Top-10-Hit in den Billboard Hot 100 platzieren konnte.

## Geschichte
Gegründet wurde die Band von Sänger Tommy Heath und Gitarrist Jim Keller, zur Originalbesetzung gehörten zudem der Bassist Terry Nails und Schlagzeuger Mickey Shine. Es herrschte eine hohe Fluktuation auf den letzteren beiden Positionen, Nails spielte nach seinem Ausscheiden aus der Band unter anderem für Ozzy Osbourne, Shine für Elvis Costello.
1980 hatte die Band einen ersten Achtungserfolg, als ihre erste Single „Angel Say No“ die Top-40 der Billboard-Charts erreichte. Das erste Album war mit Position 68 in den Albumcharts ebenfalls recht erfolgreich. Im Jahr darauf kletterte die zweite Single „867-5309/Jenny“ bis auf Platz 4 der Singlecharts und erlangte Goldstatus, das dazugehörige Album erreichte Position 20.
Das nächste Album „National Emotion“ und die Single „Get Around Girl“ verfehlten jedoch 1983 den Geschmack des Publikums. Das Album schaffte es gerade einmal in die Top 200, die Single erreichte die Verkaufscharts überhaupt nicht. Angesichts des Misserfolges löste sich die Band auf. Heath belebte die Band 1994 neu und veröffentlichte 1996 und 1998 zwei weitere Alben, jedoch ohne kommerziellen Erfolg.

## Diskografie

### Studioalben
| Jahr | Titel                         | Höchstplatzierung, Gesamtwochen, AuszeichnungChartsChartplatzierungen (Jahr, Titel, Platzierungen, Wochen, Auszeichnungen, Anmerkungen) | Anmerkungen                                                    |
| Jahr | Titel                         | US | Anmerkungen                                                    |
| ---- | ----------------------------- | --- | -------------------------------------------------------------- |
| 1980 | Tommy Tutone / Tommy Tutone 2 | US20 (43 Wo.)US | Erstveröffentlichung: 17. Februar 1980 TT2: 23. September 1981 |
| 1983 | National Emotion              | US179 (3 Wo.)US | Erstveröffentlichung: 16. April 1983                           |

Weitere Veröffentlichungen
- 1996: Nervous Love
- 1998: Tutone.rtf

### Singles
| Jahr | Titel Album                   | Höchstplatzierung, Gesamtwochen, AuszeichnungChartsChartplatzierungen (Jahr, Titel, Album, Platzierungen, Wochen, Auszeichnungen, Anmerkungen) | Anmerkungen                         |
| Jahr | Titel Album                   | US | Anmerkungen                         |
| ---- | ----------------------------- | --- | ----------------------------------- |
| 1980 | Angel Say No Tommy Tutone     | US38 (8 Wo.)US | Erstveröffentlichung: Mai 1980      |
| 1981 | 867-5309/Jenny Tommy Tutone 2 | US4 Gold · (27 Wo.)US | Erstveröffentlichung: November 1981 |

Weitere Singles
- 1982: Which Man Are You
- 1983: Get Around Girl